# Ursula Thiess
Ursula Thiess (Hamburgo, 15 de maio de 1924 – Burbank, 19 de junho de 2010) foi uma atriz alemã que teve uma breve carreira em Hollywood na década de 1950.
Thiess começou sua carreira nos palcos em sua Alemanha natal e dublando vozes femininas em filmes americanos como Ursula Schmidt. Depois de se casar com Georg Otto Thiess, ela se tornou Ursula Thiess e apareceu em muitas revistas alemãs, incluindo várias fotos de capa, bem como a capa da revista Life , 1954, como uma modelo promissora, e ela foi apelidada de "mulher mais bonita do mundo". Ela deixou a Alemanha do pós-guerra a pedido de Howard Hughes e assinou com a RKO. Ela co-estrelou com Robert Stack em The Iron Glove (1952), Rock Hudson em Bengal Brigade (1954), Glenn Ford em The Americano (1955) e Robert Mitchum em Bandido (1956).

## Filmografia
| Ano  | Título              | Personagem   | Notas                   |
| ---- | ------------------- | ------------ | ----------------------- |
| 1949 | Nachtwache          |              |                         |
| 1952 | The Iron Glove      | Jeanette     |                         |
| 1954 | The Iron Glove      | Ann Brett    |                         |
| 1954 | Bengal Brigade      | Latah        |                         |
| 1955 | The Americano       | Marianna     |                         |
| 1956 | Bandido             | Lisa Kennedy |                         |
| 1972 | Left Hand of Gemini |              | ((papel final no filme) |